# 関口友愛
関口 友愛（せきぐち ともちか、嘉永5年（1852年12月17日） - 大正14年（1925年）5月5日）は、明治時代の官吏、政治家。初名は初郎。

## 来歴
信濃国松本城下に松本藩士・関口友忠の長男に生まれる。 明治元年（1868年）に藩に出仕して従士となり、戊辰戦争に従軍し、中山道和田峠の警備にあたる。のち市川量造らが発刊した『信飛新聞』で自由民権論を展開するようになる。同7年（1874年）保福寺村誠之学校の校長に任命され、同9年（1876年）筑摩県に15等で出仕し、飯田・大町・上田・長野・木曽福島の各区裁判所を経て、大審院、函館控訴院に進んだが、同15年（1882年）に依願免官により帰郷し、江橋厚、小里頼永らが設立した信陽立憲改進党に参加し、また浅井洌らと「後凋社」を組織して文学や法律の研究向上を図った。
同17年（1884年）長野県会議員に当選。同19年（1886年）から小県郡、更級郡兼埴科郡、東筑摩郡の各郡長を務めた。同年叙正八位。同30年（1897年）台中弁務署長として赴任したが、廃官により帰郷し、松本町会議員として町政に参画した。同38年（1905年）塩尻吉江銀行の支配人となり、大正3年（1914年）に退職した。　